# Vera (Sensorsystem)

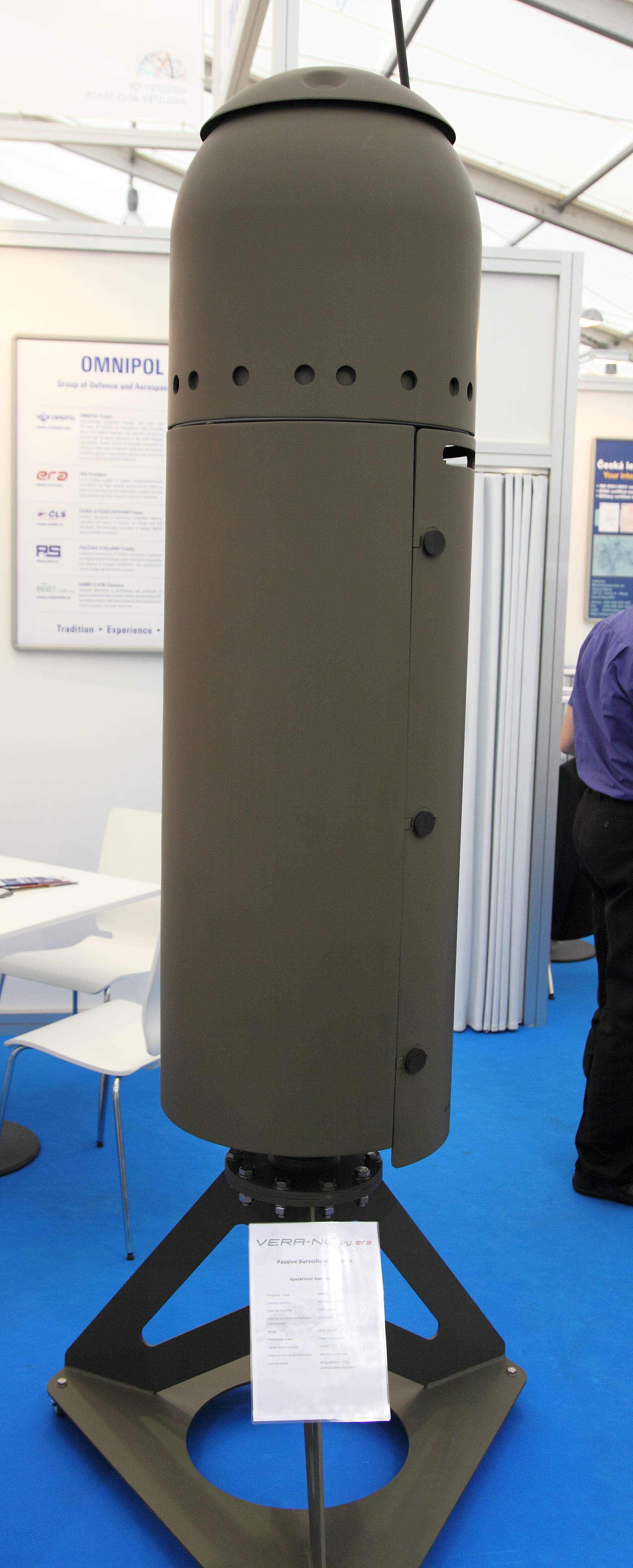
Vera-NG (von der gleichen Firma: Era)

Vera ist der Name eines passiven Radarsystems der tschechischen Firma Era. Die Reichweite wird mit 450 km angegeben.
Die Benennung des Systems erfolgte zu Ehren der langjährigen Leiterin der tschechischen Flugsicherung, Oberst Vera Perlingerová (1931–2018).
Gemäß Hersteller können auch Flugziele mit Stealth-Eigenschaften erfasst und verfolgt werden. Mit dem passiven Suchverfahren kann gemäß Hersteller die Reflexion elektromagnetischer Strahlung durch ein Stealth-Kampfflugzeug auf eine Distanz von 20 bis 200 Kilometern erfasst werden. Normale Kampfflugzeuge und Bomber können auf eine Distanz von bis zu 450 Kilometern lokalisiert werden.
Ein Vorgänger des Vera-Systems ist das Tamara-Radar-Aufklärungssystem aus den 1980er-Jahren.

## Versionen
- VERA-AP: zivile Version für die Flugverkehrskontrolle
- VERA-E: Exportbezeichnung der militärischen ESM-Version
- VERA-S/M: Bezeichnung der mobilen Militärversion
- VERA-P3D: zivile Version für das Tracking transpondergestützter Flugfeldfahrzeugortung

## Nutzer
- Tschechien
- Estland
- Indonesien
- Malaysia
- Moldau
- Pakistan
- Slowakei
- Ukraine
- Vereinigte Staaten
- Vietnam